# Crevette blanche des Indes
Fenneropenaeus indicus
Espèce
La crevette blanche des Indes, ou crevette royale blanche, est une espèce de crevette marine de la famille des Penaeidae originaire de l'océan Indien et de l'est de l'océan Pacifique. C'est une espèce de grande importance économique tant pour la pêche que pour l'élevage.
On la trouve dans les fonds sableux et vaseux jusqu'à une profondeur de 90 mètres.
C'est une crevette de taille relativement grande, jusqu'à 23 cm pour un mâle adulte et 19 cm pour une femelle.

## Synonymie
Penaeus indicus longirostris De Man.